# 宋景玉
宋景玉（1720年—1777年），字達孚，號梅川，江南蘇州府長洲縣人，清朝政治人物，吏部尚書文華殿大學士宋德宜曾孫。

## 生平
宋景玉來自蘇州長洲宋氏家族，曾祖宋德宜；祖父內閣學士兼禮部侍郎宋大業；父雲南迤東道宋壽圖。母為漢軍刑部侍郎兼直隸河道總督王朝恩女。宋景玉為宋壽圖長子，有弟宋英玉。宋景玉為長洲監生，以縣丞揀發東河，乾隆二十六年（1761年）授河南湯陰縣縣丞，二十九年（1764年）任山東濟寧州州判，後任河南歸德府商虞通判，授承德郎，四十二年（1777年）卒於官。

## 家庭
夫人為蔣漣孫女、舉人蔣楷女（1720-1759）；繼妻為徐陶璋孫女；側室陶氏。有七子：宋鑣、宋鍠、宋鈞、宋鋐、宋鍇、宋鋘及宋鍵。還有五女：長女嫁州吏目陸大曾；次女嫁內閣侍讀席世綿；三女嫁韓安基；四女嫁湯若耳；五女早卒。